# Barragem de gravidade

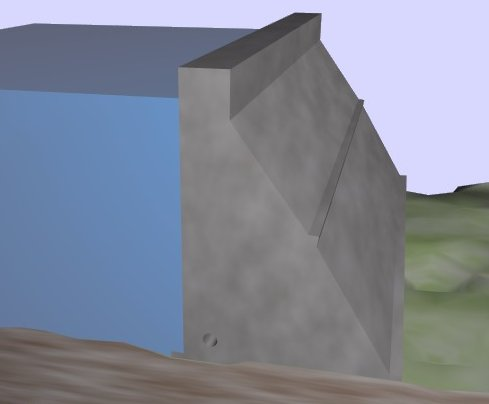
Corte esquemático de uma barragem de gravidade

As barragens de gravidade (português europeu) ou represas de gravidade (português brasileiro) são um dos dois tipos de barragens de betão (represas de concreto, no Brasil). São constituídas por uma parede de betão (concreto) que resiste pelo próprio peso à impulsão da água e transmite as solicitações à fundação. A utilização de contrafortes a jusante permite aligeirar a parede da barragem.